# Långtjärnen (Nyeds socken, Värmland)
Långtjärnen är en sjö i Karlstads kommun i Värmland och ingår i Göta älvs huvudavrinningsområde. Sjön är 10,8 meter djup, har en yta på 0,0881 kvadratkilometer och befinner sig 296,3 meter över havet. Sjön avvattnas av vattendraget Prostgårdsälven.

## Delavrinningsområde
Långtjärnen ingår i det delavrinningsområde (662185-138504) som SMHI kallar för Inloppet i Acksjön. Medelhöjden är 222 meter över havet och ytan är 43,4 kvadratkilometer. Det finns inga avrinningsområden uppströms utan avrinningsområdet är högsta punkten. Prostgårdsälven som avvattnar avrinningsområdet har biflödesordning 3, vilket innebär att vattnet flödar genom totalt 3 vattendrag innan det når havet efter 275 kilometer. Avrinningsområdet består mestadels av skog (86 procent). Avrinningsområdet har 0,82 kvadratkilometer vattenytor vilket ger det en sjöprocent på 1,9 procent.